# قائمة إصدارات الطوابع في أوكرانيا لسنة 2012
هذه قائمة الطوابع البريدية التي أصدرها البريد الأوكراني للتداول في عام 2012.
في الفترة من 14 يناير إلى 29 ديسمبر 2012، أصدر 98 طابعًا بريديًا، شملت 83 الطوابع التذكارية بالإضافة إلى 15 طابعا من الإصدار الثامن للطوابع القياسية بقيمة اسمية 0,05 إلى 62,55 هريفنا، بالإضافة إلى طوابع من فئات بالحرف «Ж»و «L»و «V»، غطت الطوابع التذكارية ذكرى التواريخ المهمة والأحداث وذكرى الشخصيات الثقافية البارزة وغيرها.
وقد كانت الطوابع التذكارية بالفئات التالية:
- 2.00 هريفنا
- 2.50 هريفنا
- 3.00 هريفنا
- 3.30 هريفنا
- 3.50 هريفنا
- 4.00 هريفنا
- 4.30 هريفنا
- 4.80 هريفنا
- 5.30 هريفنا
- 5.40 هريفنا
- 5.60 هريفنا
- 12.00 هريفنا
- 13.80 هريفنا
- 27.60 هريفنا
- 62.55 هريفنا

كما كانت الطوابع القياسية بالفئات التالية:
- 0.05 هريفنا
- 0.20 هريفنا
- 0.30 هريفنا
- 0.40 هريفنا
- 0.50 هريفنا
- 0.70 هريفنا
- 2.00 هريفنا
- 2.50 هريفنا
- 3.00 هريفنا
- 4.80 هريفنا
- 5.00 هريفنا
- 8.00 هريفنا
- 10.00 هريفنا

إن الطوابع من فئات بالحرف «Ж»و «L»و «V» فقد استعلمت الحروف وليس قيمة رقمية. هذه الطوابع التي كانت ضمن إصدارات طوابع بريدية أوكرانية حملت قيمًا على شكل حروف من الأبجدية الأوكرانية، كان هذا يشير إلى نظام مؤقت للقيمة بسبب التضخم المفرط الذي كانت تعاني منه البلاد منذ أوائل التسعينيات بعد انهيار الاتحاد السوفيتي. فعوضا عن الأرقام التي تحدد قيمة الطابع برقم معين (مثل 10 أو 50 كوبيك)، فقد استعملت حروف أوكرانية أو لاتينية، وهذا بسبب أن القيم متغيرة وأن هذه الحروف لم تكن تمثل قيمة ثابتة بالمعنى التقليدي. بدلاً من ذلك، كانت تمثل فئة سعرية أو تعرفة بريدية محددة في ذلك الوقت.
وهكذا فقد كان يصدر تعديل دوري نظرًا للتضخم السريع، وقد كانت قيمة هذه الفئات السعرية التي تمثلها الحروف تتغير دوريا (أسبوعيًا في بعض الأحيان) لمواكبة تقلبات سعر الصرف مقابل الدولار الأمريكي وتكاليف البريد المتزايدة. كذلك كان استخدام الحروف أسهل وأسرع من إعادة طباعة طوابع جديدة بأرقام مختلفة كل فترة قصيرة، وكان يعلن عن قيمة كل حرف بالعملة المحلية (الكاربوفانيتس الأوكراني ثم الهريفنيا الأوكرانية) دوريا. مثلا قد يمثل الطابع الذي يحمل الحرف "А" قيمة معينة للرسائل المحلية العادية، بينما يمثل الطابع الذي يحمل الحرف "Б" قيمة أعلى للرسائل المسجلة أو المرسلة إلى وجهات أبعد.
استخدم هذا النظام بين عامي 1994 و1996 حتى استقر الوضع الاقتصادي وأدخلت العملة الوطنية الجديدة [الإنجليزية]، (الهريفنيا الأوكرانية) (₴)، في عام 1996. بعد ذلك، بدأت الطوابع تحمل قيمًا رقمية ثابتة بالهريفنيا والكوبيك (الوحدة الأصغر للهريفنيا). وأعيد استخدام هذه النظام لاحقا في الإصدارات اللاحقة.
لذلك، فإن الحروف الأوكرانية على طوابع لم تكن مجرد رموز عشوائية، بل كانت نظامًا عمليًا مؤقتًا لتحديد قيمة الطوابع في ظل الظروف الاقتصادية الصعبة التي مرت بها أوكرانيا في تلك الفترة.
طُبعت كل الطوابع في مؤسسة "دار الطباعة الأوكراني" المملوكة للدولة.

## قائمة الطوابع التذكارية
| التسلسل في الكتالوج                                            | الصورة | الوصف والمصادر | القيمة                     | تاريخ طرحها للتداول | كمية الإصدار | المصمم                               |
| -------------------------------------------------------------- | ------ | --- | -------------------------- | ------------------- | ------------ | ------------------------------------ |
| رقم 1183                                                       |        | الطوابع الخاصة: أوكرانيا - بلد كرة القدم: مدينة كييف، مجمع أولمبيسكي الوطني الرياضي» | V                          | 20 فبراير 2012 م    | 99٬988       | إليزافيتا ياكيموفا                   |
| رقم 1184                                                       |        | الطوابع الخاصة: أوكرانيا - بلد كرة القدم: مدينة خاركيف، مجمع مقاطعة ميتاليست الرياضي | V                          | 20 فبراير 2012 م    | 99٬988       | إليزافيتا ياكيموفا                   |
| رقم 1185                                                       |        | الطوابع الخاصة: أوكرانيا - بلد كرة القدم: مدينة دونيتسك، ملعب دونباس أرينا | V                          | 20 فبراير 2012 م    | 99٬988       | إليزافيتا ياكيموفا                   |
| رقم 1186                                                       |        | الطوابع الخاصة: أوكرانيا - بلد كرة القدم: مدينة لفيف، ملعب أرينا لفيف | V                          | 20 فبراير 2012 م    | 99٬988       | إليزافيتا ياكيموفا                   |
| رقم 1187                                                       |        | سلسلة «الذكرى المئوية الثانية لميلاد تاراس شيفتشينكو»: لوحة "تحصين رايم" [الأوكرانية]. 1848 | 2,00 هريفنا                | 9 مارس 2012 م       | 210٬000      | تاران فولوديمير فاسيليفيتش           |
| رقم 1188                                                       |        | «الذكرى المئوية الثانية لميلاد تاراس شيفتشينكو»: لوحة "ليلة مقمرة في كوس آرال" [الأوكرانية]. 1849 | 2,50 هريفنا                | 9 مارس 2012 م       | 210٬000      | تاران فولوديمير فاسيليفيتش           |
| رقم 1189 رقم 1190                                              |        | ورقة طوابع تذكارية «ذكرى مرور 20 عامًا على إقرار علم أوكرانيا وشعار أوكرانيا والنشيد الوطني الأوكراني» | 2,00 3,00 هريفنا           | 23 مارس 2012 م      | 140٬000      | غير معروف                            |
| رقم 1191                                                       |        | ذكرى 350 عاما على تأسيس مدينة إيفانو فرانكيفسك (ستانيسلافيف). | 2,00 هريفنا                | 7 مايو 2012 م       | 170٬000      | ميكولا سافوفيتش كوتشوبي              |
| رقم 1192                                                       |        | ورقة طوابع تذكارية «يويفا يورو 2012ع.م.. أوكرانيا-بولندا» | 62,55 هريفنا               | 11 مايو 2012 م      | 30٬000       | غير معروف                            |
| رقم 1193                                                       |        | ميخائيلو ستيلماخ [الإنجليزية]. 1912—1983 | 2,00 هريفنا                | 24 مايو 2012 م      | 150٬000      | تاران فولوديمير فاسيليفيتش           |
| رقم 1194 رقم 1195 رقم 1196 رقم 1197                            |        | طوابع متجاورة «المدن المضيفة لبطولة أمم أوروبا 2012ع.م.» - لفيف - كييف - خاركيف - دونتسك | 4,80 هريفنا                | 28 مايو 2012 م      | 200٬000      | إليزافيتا ياكيموفا                   |
| رقم 1198 رقم 1199 رقم 1200 رقم 1201                            |        | مجموعة من أربع طوابع متجاورة: «الملاعب المستضيفة ليورو 2012ع.م.» - ملعب «أرينا لفيف» - مجمع أولمبيسكي الوطني الرياضي - مجمع مقاطعة ميتاليست الرياضي - ملعب «دونباس أرينا» | 4,80 هريفنا                | 28 مايو 2012 م      | 200٬000      | إليزافيتا ياكيموفا                   |
| رقم 1202                                                       |        | يويفا يورو 2012ع.م.: سلافك وسلافكو [الأوكرانية] | 4,80 هريفنا                | 1 يونيو 2012 م      | 200٬000      | غير معروف                            |
| رقم 1205                                                       |        | يويفا يورو 2012ع.م.: ملاعب كرة القدم | 12,00 هريفنا               | 8 يونيو 2012 م      | 200٬000      | غير معروف                            |
| رقم 1206                                                       |        | «يويفا يورو 2012ع.م.»: شعار البطولة | 27,60 هريفنا               | 8 يونيو 2012 م      | 300٬000      | غير معروف                            |
| رقم 1207 رقم 1208                                              |        | ورقة طوابع تذكارية تضم طابعين متجاورين: الجزء الأخير من بطولة أوروبا لكرة القدم 2012 | 27,60 هريفنا               | 11 يونيو 2012 م     | 200٬000      | غير معروف                            |
| رقم 1203 رقم 1204                                              |        | طابعان متجاوران «أوروبا» 125 عامًا منذ تركيب العلامة الجيوديسية: «مركز أوروبا» | 4,00 5,60 هريفنا           | 13 يونيو 2012 م     | 150٬000      | ناتاليا أندريتشينكو                  |
| رقم 1209 رقم 1210 رقم 1211                                     |        | ورقة طوابع تذكارية «أوكرانيا ترحب يورو 2012ع.م.» | 13,80 هريفنا               | 25 يونيو 2012 م     | 30٬000       | يوليكا فالينتينيفنا                  |
| رقم 1212                                                       |        | صناعة عربات القطارات في أوكرانيا: عربة خشبية | 2,00 هريفنا                | 27 يوليو 2012 م     | 170٬000      | فاليري رودينكو                       |
| رقم 1213                                                       |        | صناعة عربات القطارات في أوكرانيا: عربة ركاب | 2,00 هريفنا                | 27 يوليو 2012 م     | 170٬000      | فاليري رودينكو                       |
| رقم 1214                                                       |        | صناعة عربات القطارات في أوكرانيا: عربة الركاب | 2,00 هريفنا                | 27 يوليو 2012 م     | 170٬000      | فاليري رودينكو                       |
| رقم 1217 رقم 1218 رقم 1219 رقم 1220                            |        | مجموعة من أربع طوابع متجاورة: «رياضة» | 5,30 2,50 2,00 هريفنا      | 27 يوليو 2012 م     | 140٬000      | تاران فولوديمير فاسيليفيتش           |
| رقم 1221                                                       |        | المعرض الوطني الثالث عشر للطوابع البريدية "أوكرفيل أكسب-2012". أوديسا | 2,00 هريفنا                | 10 أغسطس 2012 م     | 120٬000      | تاران فولوديمير فاسيليفيتش           |
| رقم 1222 رقم 1223 رقم 1224 رقم 1225                            |        | طوابع بريدية لجمهورية أوكرانيا السوفييتية الاشتراكية [الروسية] - طابع بقيمة «20 روبل +20 روبل مساعدة الجائعين» - طابع بقيمة «150 روبل +50 روبل» - طابع بقيمة «10 روبل +10 روبل مساعدة الجائعين» - طابع بقيمة «90 روبل +30 روبل مساعدة الجائعين» الطوابع الظاهرة في هذه المجموعة والصادرة عام 1923: - طابع خيري بقيمة «20 روبل +20 روبل مساعدة الجائعين» - طابع خيري بقيمة «150 روبل +50 روبل» - طابع خيري بقيمة «10 روبل +10 روبل مساعدة الجائعين» - طابع خيري بقيمة «90 روبل +30 روبل مساعدة الجائعين» | 4,80 2,00 2,50 4,30 هريفنا | 13 أغسطس 2012 م     | 132٬000      | سفيتلانا بوندار                      |
| رقم 1226                                                       |        | بافل بوبوفيتش. 1930—2009 | 2,00 هريفنا                | 15 أغسطس 2012 م     | 120٬000      | فاسيل فاسيلينكو                      |
| رقم 1227 رقم 1228 رقم 1229 رقم 1230 رقم 1231                   |        | ورقة طوابع تذكارية «الفناء الأوكراني» - الديك - أرنب - حصان - معزة - أوز | 2,50 2,00 هريفنا           | 18 أغسطس 2012 م     | 132٬000      | كوست لافرو                           |
| رقم П-15                                                       |        | طوابع خاصة: «رموز الدولة [الألمانية]» | V                          | 23 أغسطس 2012 م     | 99٬990       | إليزافيتا ياكيموفا                   |
| رقم 1232 رقم 1233 رقم 1234 رقم 1235                            |        | ورقة طوابع تذكارية «أوكرانيا السخية: الصيف» - مخملية منفتحة (Tagetes patula) - خطمية وردية (Alcea rosea) - توت الأرض المزروع (Fragaria vesca) - كرز حامض (Cerasus vulgaris) | 2,00 3,50 3,30 هريفنا      | 1 سبتمبر 2012 م     | 84٬000       | ناتاليا كوخال                        |
| رقم 1236 رقم 1237                                              |        | طابعان متجاوران ضمن سلسلة «عالم القصص الخيالية». «بوسوركا [الأوكرانية] ذو الأنف الحديدي» | 2,50 2,00 هريفنا           | 1 سبتمبر 2012 م     | 140٬000      | فلاديسلاف إدواردوفيتش إركو [الروسية] |
| رقم 1238                                                       |        | ذكرى 100 عام على بناء ناطحة غينزبرغ. | 2,00 هريفنا                | 14 سبتمبر 2012 م    | 150٬000      | تاتيانا نيستيروفا                    |
| رقم 1239                                                       |        | 1800 عام على سوداق. | 2,00 هريفنا                | 20 سبتمبر 2012 م    | 150٬000      | ميكولا سافوفيتش كوتشوبي              |
| رقم 1240                                                       |        | ورقة طوابع تذكارية: ذكرى 80 عام على تأسيس مقاطعة دونيتسك | 2,00 هريفنا                | 25 سبتمبر 2012 م    | 80٬000       | غير معروف                            |
| رقم 1241 رقم 1242 رقم 1243 رقم 1244                            |        | ورقة طوابع تذكارية: «ذكرى 200 سنة على تأسيس حديقة نيكيتسكي النباتية [الإنجليزية] — المركز الوطني للعلوم.» - «شرفة المراقبة» - «مبنى إداري» - «الأكشاك» - «صبار من جنس صبار القنفذ [الإنجليزية] وهو صبار القنفذ الأنجلماني [الإنجليزية] أو صبار قنفذ الفراولة (Echinocereus Eng)» | 2,00 2,50 5,30 هريفنا      | 4 أكتوبر 2012 م     | 91٬000       | ميكولا سافوفيتش كوتشوبي              |
| رقم 1245                                                       |        | عزيزتي أوكرانيا | 2,00 هريفنا                | 9 أكتوبر 2012 م     | 150٬000      | أولينا باناسيوك                      |
| رقم 1246                                                       |        | ذكرى 500 عام على تأسيس عاصمة الهيتمان تشيهيرين. | 2,00 هريفنا                | 14 أكتوبر 2012 م    | 173٬000      | أوكسانا شوكلينوفا                    |
| رقم 1247                                                       |        | معركة المياه الزرقاء [الإنجليزية]. 1362—2012 | 2,00 هريفنا                | 24 أكتوبر 2012 م    | 150٬000      | قالب:إو                              |
| رقم 1248 رقم 1249 رقم 1250 رقم 1251                            |        | ورقة طوابع تذكارية: «طواحين الهواء في أوكرانيا» | 2,00 2,50 3,30 4,80 هريفنا | 9 نوفمبر 2012 م     | 80٬000       | لوغفين يوري غريغوروفيتش              |
| رقم 1252                                                       |        | أندري ماليشكو [الإنجليزية]. 1912—1970 | 2,00 هريفنا                | 14 نوفمبر 2012 م    | 150٬000      | تاران فولوديمير فاسيليفيتش           |
| رقم 1253 رقم 1254 رقم 1255 رقم 1256 رقم 1257 رقم 1258 رقم 1259 |        | ورقة طوابع صغيرة عجائب أوكرانيا السبع [الأوكرانية] (طالع: عجائب أوكرانيا السبعة) - «(بالإنجليزية: قلعة بيلهورود-دنيستروفسكي, رومنة: Bilhorod-Dnistrovskyi fortress)» - «قلعة فورونتسوف» - «مقر إقامة المطرانين البوكوفينيين والدالماسيين [الإنجليزية]» - «قلعة خوتين» - «قلعة لوبارت» - «قلعة كامينيتس-بوديلسكي» - «قصر كاتشانيفكا» | 2,50 هريفنا                | 29 نوفمبر 2012 م    | 80٬000       | ماريا هايكو                          |
| رقم 1260 رقم 1261                                              |        | مجموعة من طابعين «سنة جديدة سعيدة وعيد ميلاد سعيد!» | 2,00 هريفنا                | 8 ديسمبر 2012 م     | 203٬000      | أولينا ليفسكا                        |
| رقم 1262 رقم 1263 رقم 1264 رقم 1265 رقم 1266                   |        | ورقة طوابع تذكارية: «برمائيات أوكرانيا» - علجوم أصفر البطن [الإنجليزية] (Bombina variegata) - ضفدع الجبل (Bufo bufo) - علجوم أخضر (Bufo viridis) - ضفدع شائع (Rana temporaria) - علجوم الثوم [الإنجليزية] أو العلجوم الحفار الشائع (Pelobates fuscus) | 2,00 4,30 5,40 هريفنا      | 17 ديسمبر 2012 م    | 80٬000       | ناتاليا كوخال                        |
| رقم 1267                                                       |        | الملابس الوطنية | 2,00 هريفنا                | 28 ديسمبر 2012 م    | 147٬000      | يوليكا برافدوخينا                    |
| رقم 1268 رقم 1269                                              |        | طابعين متجاورين عن فلم «رجل مع كاميرا فلم»: - عدسة تصوير ضوئي؛ - آلة تصوير سينمائي | 2,00 هريفنا                | 29 ديسمبر 2012 م    | 109٬000      | غير معروف                            |

## قائمة طوابع الإصدار الثامن من الطوابع الدائمة (القياسية)
| التسلسل في الكتالوج | الصورة | الوصف والمصادر       | القيمة        | تاريخ طرحها للتداول | كيمة الإصدار | المصمم                     |
| ------------------- | ------ | -------------------- | ------------- | ------------------- | ------------ | -------------------------- |
| رقم 1170            |        | زهرة العنقود السنطية | 0,20 هريفنا   | 14 يناير 2012 م     | كمية كبيرة   | تاران فولوديمير فاسيليفيتش |
| رقم 1171            |        | جوز شائع             | 0,40 هريفنا   | 14 يناير 2012 م     | كمية كبيرة   | تاران فولوديمير فاسيليفيتش |
| رقم 1172            |        | بتول متدلية          | 0,70 هريفنا   | 14 يناير 2012 م     | كمية كبيرة   | تاران فولوديمير فاسيليفيتش |
| رقم 1173            |        | قيقب دلبي            | 2,50 هريفنا   | 14 يناير 2012 م     | كمية كبيرة   | تاران فولوديمير فاسيليفيتش |
| رقم 1174            |        | زيزفون قلبي الورق    | 3,00 هريفنا   | 24 يناير 2012 م     | كمية كبيرة   | تاران فولوديمير فاسيليفيتش |
| رقم 1175            |        | زان أوروبي           | 4,80 هريفنا   | 24 يناير 2012 م     | كمية كبيرة   | تاران فولوديمير فاسيليفيتش |
| رقم 1176            |        | ألنيس إنكانا         | 5,00 гривень  | 24 يناير 2012 م     | كمية كبيرة   | تاران فولوديمير فاسيليفيتش |
| رقم 1177            |        | دردار خفيف           | 8,00 гривень  | 24 يناير 2012 م     | كمية كبيرة   | تاران فولوديمير فاسيليفيتش |
| رقم 1178            |        | حور راجف             | 10,00 гривень | 24 يناير 2012 م     | كمية كبيرة   | تاران فولوديمير فاسيليفيتش |
| رقم 1179            |        | شجرة السمن           | 0,05 هريفنا   | 3 فبراير 2012 م     | كمية كبيرة   | تاران فولوديمير فاسيليفيتش |
| رقم 1180            |        | مران عالي            | 0,30 هريفنا   | 3 فبراير 2012 م     | كمية كبيرة   | تاران فولوديمير فاسيليفيتش |
| رقم 1181            |        | كستناء الحصان        | 0,50 هريفنا   | 3 فبراير 2012 م     | كمية كبيرة   | تاران فولوديمير فاسيليفيتش |
| رقم 1182            |        | سنديان قوي           | 2,00 هريفنا   | 3 فبراير 2012 م     | كمية كبيرة   | تاران فولوديمير فاسيليفيتش |
| رقم 1215            |        | صفصاف أبيض           | Ж             | 25 يوليو 2012 م     | كمية كبيرة   | تاران فولوديمير فاسيليفيتش |
| رقم 1216            |        | قيقب دلبي كاذب       | L             | 25 يوليو 2012 م     | كمية كبيرة   | تاران فولوديمير فاسيليفيتش |

## التعليقات
1. 1 2 3 4 5  تتوافق فئة الحرف "V" مع التعرفة الخاصة بإرسال رسائل عادية غير ذات أولوية يصل وزنها إلى 20 غرامًا داخل أوكرانيا.[4] (بحسب فبراير 2018 تعادل 5.00 هريفنا أوكرانية[44].)
2. ↑  فئة الحرف «Ж»[4] تتوافق مع قيمة 1,00 $ [44]
3. ↑  تتوافق فئة الحرف "L" مع التعرفة الخاصة بإرسال رسائل عادية ذات أولوية يصل وزنها إلى 20 غرامًا داخل أوكرانيا.[4] (بحسب فبراير 2018 - 6.50 هريفنا أوكرانية[44].)

## روابط خارجية
- Каталог продукції Укрпошти نسخة محفوظة 12 травня 2015 على موقع واي باك مشين. (بالأوكرانية)
- Луганська дирекція УДППС «Укрпошта» نسخة محفوظة 19 червня 2013 على موقع واي باك مشين.
- Восьмий випуск стандартних поштових марок України 2012—2016 نسخة محفوظة 30 вересня 2017 at Archive.is // Філателістичний бюлетень, 3/15/2017, Сайт Укрпошти